# Saint-Privat-du-Dragon
Saint-Privat-du-Dragon ist ein französischer Ort und eine Gemeinde mit 166 Einwohnern (Stand: 1. Januar 2022) im Département Haute-Loire in der Region Auvergne-Rhône-Alpes (vor 2016: Auvergne). Die Gemeinde gehört zum Arrondissement Brioude und zum Kanton Pays de Lafayette.

## Lage
Saint-Privat-du-Dragon liegt etwa 38 Kilometer westnordwestlich von Le Puy-en-Velay. Umgeben wird Saint-Privat-du-Dragon von den Nachbargemeinden Vieille-Brioude im Norden, La Chomette im Nordosten, Salzuit im Osten, Couteuges im Osten und Südosten, Cerzat im Süden und Südosten, Chilhac im Süden, Lavoûte-Chilhac im Süden und Südwesten, Blassac im Südwesten sowie Saint-Ilpize im Westen.

## Bevölkerungsentwicklung
| Jahr                       | 1962 | 1968 | 1975 | 1982 | 1990 | 1999 | 2006 | 2011 | 2017 |
| Einwohner                  | 318  | 292  | 264  | 236  | 213  | 186  | 176  | 165  | 157  |
| Quellen: Cassini und INSEE |      |      |      |      |      |      |      |      |      |

## Sehenswürdigkeiten
- Kirche Saint-Privat